# Temporada 2013-14 da PSL
A Premier Soccer League 2013-2014 ou ABSA Premiership foi a 17º edição da Premier Soccer League, principal competição de futebol da África do Sul. Com a participação de 16 clubes
Mamelodi Sundowns foi o campeão, e o vice foi o Kaizer Chiefs.

## Regulamento
- Turnos: O torneio teve a participação de 16 clubes que jogaram entre si em dois turnos ( turno e returno ), onde a vitória vale 3 pontos e o empate vale 1. O clube que somar maior número de pontos é declarado o campeão, sem precisar jogar partidas finais.

- Rebaixamento: Os dois últimos colocados foram automaticamente rebaixados para a Segunda Divisão da edição 2014-2015, sendo substituídos pelos dois melhores colocados da Segunda Divisão da edição 2013-2014.

## Equipes e estádios
| Time                  | Centro de Treinamento       | Província     | Estaádio                  | Capacidade |
| --------------------- | --------------------------- | ------------- | ------------------------- | ---------- |
| Ajax Cape Town        | Cape Town (Parow)           | Western Cape  | Cape Town Stadium         | 55 000     |
| AmaZulu               | Durban (Durban North)       | Kwazulu-Natal | Moses Mabhida Stadium     | 54 000     |
| Bidvest Wits          | Johannesburg (Braamfontein) | Gauteng       | Bidvest Stadium           | 5 000      |
| Bloemfontein Celtic   | Bloemfontein                | Free State    | Seisa Ramabodu Stadium    | 20 000     |
| Free State Stars      | Bethlehem                   | Free State    | Charles Mopeli Stadium    | 35 000     |
| Golden Arrows         | Umlazi                      | Kwazulu-Natal | King Zwelithini Stadium   | 10 000     |
| Kaizer Chiefs         | Naturena, Johannesburg      | Gauteng       | FNB Stadium (Soccer City) | 94 700     |
| Mamelodi Sundowns     | Chloorkop                   | Gauteng       | Loftus Versfeld Stadium   | 52 000     |
| Maritzburg United     | Pietermaritzburg            | Kwazulu-Natal | Harry Gwala Stadium       | 10 700     |
| Moroka Swallows       | Johannesburg (Soweto)       | Gauteng       | Dobsonville Stadium       | 24 000     |
| Mpumalanga Black Aces | Linksfield, Johannesburg    | Gauteng       | Mbombela Stadium          | 40 900     |
| Orlando Pirates       | Johannesburg (Soweto)       | Gauteng       | Orlando Stadium           | 36 400     |
| Platinum Stars        | Rustenburg (Phokeng)        | North West    | Royal Bafokeng Stadium    | 45 000     |
| Polokwane City        | Polokwane                   | Limpopo       | Peter Mokaba Stadium      | 41 733     |
| Supersport United     | Groenkloof Campus, Pretória | Gauteng       | Lucas Moripe Stadium      | 28 900     |
| Tuks FC               | Pretória                    | Gauteng       | Tuks Stadium              | 8,000      |

## Classificação final
| #  | Equipa                 | J  | V  | E  | D  | GP | GC | SG  | Pts | Classificação                          |
| -- | ---------------------- | -- | -- | -- | -- | -- | -- | --- | --- | -------------------------------------- |
| 1  | Mamelodi Sundowns      | 30 | 20 | 5  | 5  | 51 | 25 | +26 | 65  | Qualificado para CAF Champions League  |
| 2  | Kaizer Chiefs          | 30 | 19 | 6  | 5  | 43 | 17 | +26 | 63  | Qualificado para CAF Champions League  |
| 3  | Bidvest Wits           | 30 | 16 | 8  | 6  | 34 | 20 | +14 | 56  | Qualificado para CAF Confederation Cup |
| 4  | Orlando Pirates        | 30 | 13 | 7  | 10 | 30 | 22 | +8  | 46  | Qualificado para CAF Confederation Cup |
| 5  | SuperSport United      | 30 | 12 | 8  | 10 | 38 | 36 | +2  | 44  |                                        |
| 6  | Bloemfontein Celtic    | 30 | 10 | 13 | 7  | 35 | 32 | +3  | 43  |                                        |
| 7  | Mpumalanga Black Aces  | 30 | 12 | 7  | 11 | 34 | 33 | +1  | 43  |                                        |
| 8  | Platinum Stars         | 30 | 11 | 9  | 10 | 32 | 32 | 0   | 42  |                                        |
| 9  | AmaZulu                | 30 | 11 | 9  | 10 | 27 | 35 | −8  | 42  |                                        |
| 10 | Maritzburg United      | 30 | 10 | 8  | 12 | 34 | 37 | −3  | 38  |                                        |
| 11 | University of Pretoria | 30 | 10 | 5  | 15 | 25 | 28 | −3  | 35  |                                        |
| 12 | Ajax Cape Town         | 30 | 9  | 8  | 13 | 27 | 36 | −9  | 35  |                                        |
| 13 | Moroka Swallows        | 30 | 8  | 7  | 15 | 30 | 39 | −9  | 31  |                                        |
| 14 | Free State Stars       | 30 | 7  | 8  | 15 | 32 | 44 | −12 | 29  |                                        |
| 15 | Polokwane City         | 30 | 7  | 7  | 16 | 31 | 43 | −12 | 28  | Qualificado para PSL Playoff           |
| 16 | Golden Arrows (R)      | 30 | 6  | 3  | 21 | 28 | 48 | −20 | 21  | Rebaixado para National First Division |

Última atualização em 6 May 2014
Fonte: http://www.kickoff.com/league/absa-premiership/match-centre#tab_mc-table
Regras para classificação: 1º pontos; 2º saldo de gols; 3º gols pró.
(C) = Campeão; (R) = Rebaixado; (P) = Promovido; (O) = Vencedor do play-off; (A) = Classificado para a próxima fase. 
Somente aplicável se a temporada não tiver terminado: 
(Q) = Classificado para a fase do torneio indicada; (TQ) = Classificado para o torneio, mas não para a fase indicada; (DQ) = Desclassificado do torneio.